# Franca Landucci
Franca Landucci (Grosseto, 1953) è una storica italiana.

## Biografia
Franca Landucci in Gattinoni nasce e cresce nel grossetano, tra Massa Marittima e Follonica. Nel 1971 si trasferisce con la famiglia a Milano, dove si iscrive all'Università Statale, laureandosi nel 1975 con una tesi sulle regine ellenistiche sotto la guida di Mario Attilio Levi.
Dopo la laurea, per 12 anni (1975-1987) insegna in una scuola media paritaria e poi in un liceo classico statale della provincia di Milano, dal 1982 come docente di ruolo. Parallelamente, benché di fatto rimasta abbandonata a causa del pensionamento di Levi (1977), decide di proseguire l'attività di ricerca e frequenta un corso di perfezionamento in Storia antica presso l'Università Cattolica del Sacro Cuore di Milano. Qui conosce Marta Sordi, titolare del corso, che la adotta come allieva, e attende alla scrittura della tesi di perfezionamento, intitolata Ieronimo di Cardia e la storia dei diadochi (1980). Con la Sordi e i suoi allievi instaura un duraturo e proficuo rapporto di collaborazione e amicizia.
Nell'ottobre 1987 diventa ricercatore di ruolo in Storia antica presso l'Università Cattolica del Sacro Cuore, dove insegna Antichità greche e romane (Brescia, 1993-1998), Storia economica e sociale del mondo antico (Milano, 1998-2024) ed Epigrafia greca (Milano, 2004-2023) come ricercatore, professore associato (2002), professore ordinario (2016).
Specialista di storia e storiografia di IV secolo e del primo Ellenismo, tra i suoi contributi più importanti si annoverano le monografie su Lisimaco (1992), Duride di Samo (1997), Cassandro (2003), Alessandro Magno (2019), nonché il commento ai libri XVIII-XX della Biblioteca storica di Diodoro Siculo (2008, 2021).

## Opere

### Monografie
- Un culto celtico nella Cisalpina romana. Le Matronae-Iunones a sud delle Alpi, Milano 1986
- Lisimaco di Tracia nella prospettiva del primo Ellenismo, Milano 1992
- Duride di Samo, Roma 1997
- L'arte del potere. Vita e opere di Cassandro di Macedonia, Stuttgart 2003
- Diodoro Siculo. Biblioteca storica. Libro XVIII. Commento storico, Milano 2008
- L'Ellenismo, Bologna 2010
- Filippo re dei Macedoni, Bologna 2012[2]
- Il testamento di Alessandro. La Grecia dall'Impero ai Regni, Roma-Bari 20182 (20141)
- Alessandro Magno, Roma 2019
- Diodoro Siculo. Biblioteca storica. Libri XIX-XX. La Grecia e l'Oriente. Commento storico, Milano 2021
- La Grecia del IV secolo. Dall'autonomia delle poleis alla tutela degli imperi, Roma 2025.